# Andrés de Urdaneta
Andrés de Urdaneta, także Andrés Urdaneta, André de Urdaneta lub Andrýs de Urdaneta (ur. 30 listopada 1498 pod Guerniką w Kraju Basków, zm. 3 czerwca 1568 w Meksyku) – hiszpański ksiądz, żeglarz, badacz południowego Pacyfiku.
W roku 1525 wyruszył w morze jako uczestnik wyprawy Juana Sebastiána del Cano na Wyspy Korzenne. Podczas żeglugi śladami Magellana Urdaneta w niewielkiej łodzi spenetrował i skartował prawie jeszcze nieznaną Cieśninę Magellana, a od jesieni roku następnego rozpoczął planową eksplorację archipelagu Moluków i okolicznych szlaków żeglugowych. Przebywał w tym regionie przez następne siedem lat zbierając niezbędne informacje i prowadząc walki z Portugalczykami.
W roku 1534, a więc w cztery lata po zrzeczeniu się przez Hiszpanię na rzecz Portugalii Wysp Korzennych, udał się na pokładzie portugalskiego statku (zatrzymując się w Indiach i u Przylądka Dobrej Nadziei) do Europy, kończąc tym samym (w roku 1536) podróż dookoła świata rozpoczętą ponad dziesięć lat wcześniej. Władze portugalskie aresztowały Urdanetę i przetrzymywały go w Lizbonie przez siedem miesięcy zabierając mu wszystkie sporządzone w czasie wyprawy mapy i notatki. Jednakże obdarzony znakomitą pamięcią podróżnik, po przybyciu w lutym 1537 roku do stołecznego wówczas Valladolid, zdołał wszystko odtworzyć i zaprezentować radzie nadwornej króla Karola I, za co został sowicie wynagrodzony.
Uznawany powszechnie za największego w Hiszpanii znawcę obszaru Pacyfiku został w roku 1540 zwerbowany przez Pedra Alvarado, który planował wyprawę na Filipiny. Gdy ekspedycja dotarła do Meksyku, wybuchło tam właśnie groźne powstanie indiańskie znane jako „wojna Mixtonów”. Podczas walk Alvarado zginął, a plan wyprawy został tym samym zarzucony. Urdaneta pozostał w Meksyku pełniąc różne funkcje administracyjne, a w roku 1552 wstąpił do zakonu augustianów, gdzie w pięć lat później przyjął święcenia kapłańskie.
W roku 1559 z polecenia króla Filipa II miał wziąć udział w kolejnej wyprawie na Ocean Spokojny. Jako ksiądz nie mógł jednak sprawować dowództwa ekspedycji, w związku z czym mianowano go „Przywódcą Armady”, a tym samym głównym pilotem. Z jego polecenia dowódcą został jego przyjaciel, Bask Miguel López de Legazpi. Ekspedycja wyruszyła z Navidad na zachodnim wybrzeżu Meksyku w listopadzie roku 1564, by – po krótkim postoju na Guam – dotrzeć w lutym roku następnego na Cebu, gdzie została założona pierwsza stała osada hiszpańska na Filipinach.
1 czerwca 1565 Urdaneta, na pokładzie statku „San Pedro” dowodzonego przez wnuka Legazpiego (Felipe de Salcado), wyruszył na wschód celem odnalezienia drogi powrotnej do Meksyku. Stałe wiatry zachodnie oraz pomyślny prąd Kuro Siwo znaleźli dopiero na wysokości wyspy Hokkaido, skąd pożeglowali wprost ku wybrzeżom Kalifornii, którą osiągnęli na wysokości dzisiejszego miasta Santa Barbara. Stamtąd, trzymając się linii brzegowej, statek dotarł 18 września 1565 roku do Acapulco.
Urdaneta planował powrót na Filipiny, ale zimą zapadł na zdrowiu. Zmarł w mieście Meksyk w roku 1568. Był drugim żeglarzem, który pokonał Pacyfik z zachodu na wschód; kilka tygodni wcześniej zawinął do Acapulco inny statek tej samej ekspedycji, „San Lucas” dowodzony przez Alonza de Arellano. W związku z tym jednak, że tylko Urdaneta prowadził w czasie żeglugi dokładne zapiski nawigacyjne, jego droga była wykorzystywana w późniejszych latach przez hiszpańską Srebrną Armadę (tzw. „Manila Galleon”). Droga ta, używana przez flotę hiszpańską aż do roku 1815, wyraźnie skracała niebezpieczną i długą żeglugę wokół Przylądka Horn, łącząc Daleki Wschód z Hiszpanią poprzez Meksyk.